# Поль Ле Гуен
Поль Ле Гуе́н (фр. Paul Le Guen, МФА: [pɔl lə ɡwɛn]; нар. 1 березня 1964 року, Панкран, Франція) — французький футбольний тренер і колишній футболіст. Останнім місцем роботи був турецький «Бурсаспор».
Ле Гуен провів вдалу тренерську кар'єру у Франції. Найбільш він запам'ятався під час роботи в «Ліоні», з яким він виграв тричі поспіль Лігу 1. Під час ігрової кар'єри найуспішнішими були виступи за «Нант» і «Парі Сен-Жермен».

## Ігрова кар'єра

### Клуби
Під час своєї ігрової кар'єри Ле Гуен грав за «Брест» шість років, за «Нант» два роки та сім років у столичному «Парі Сен-Жермен», з яким він виграв Кубок Кубків 1996 року.

### Збірна
На міжнародному рівні Ле Гуен зіграв сімнадцять матчів за збірну Франції, з якою грав на чемпіонаті світу 1994 року. Поль закінчив кар'єру в збірній 21 травня 1998 року в товариському матчі проти Камеруну, який закінчився нічиєю 1:1.

## Тренерська кар'єра

### «Ренн»
За час роботи в «Ренні» з 1998 по 2001 роки Ле Гуен підписав декількох невідомих футболістів, які під його керівництвом стали талановитими футболістами. 2001 року після вильоту команди з Ліги 1 Ле Гуен пішов у відставку.

### «Олімпік» (Ліон)
Ле Гуен замінив Жака Сантіні на посту тренера ліонського «Олімпіка» 2002 року. З перших дев'яти ігор команда виграла лише три, але в підсумку «Ліон» виграв чемпіонство тричі поспіль та дійшов до чвертьфіналу Ліги чемпіонів. 9 травня 2005 року Поль пішов у відставку, а наступного дня клуб виграв четверте поспіль чемпіонство. Замість Ле Гуена тренером «Олімпіка» став Жерар Ульє .

### «Рейнджерс»
11 березня 2006 року Ле Гуен підписав трирічний контракт з шотландським клубом «Рейнджерс» . Початок роботи для француза був не дуже вдалим: з перших десяти ігор у чемпіонаті команда виграла дві, шість зіграла внічию та два матчі програла .
8 листопада «Рейнджерс» були вибиті з кубка ліги вже в чвертьфіналі турніру . 4 січня 2007 року було оголошено, що Ле Гуен покинув клуб за обопільною згодою .

### «Парі Сен-Жермен»
15 січня 2007 року Ле Гуен став головним тренером столичного «Парі Сен-Жермен». До кінця сезону команда покинула зону вильоту з першості . У наступному сезоні «ПСЖ» знову опинився в кінці турнірної таблиці, але в той же час було виграно кубок Ліги, що гарантувало команді участь у Кубку УЄФА на сезон 2008-2009. У травні 2009 року парижани оголосили, що вони не пропонують Ле Ґуену продовжувати контракт .

### Збірна Камеруну
У липні 2009 року Поль очолив збірну Камеруну, підписавши контракт строком на п'ять місяців . Ле Гуен допоміг збірній вийти до фінальної частини чемпіонату світу 2010 року в ПАР . Але на самому турнірі збірна Камеруну стала першою командою, що вибула з турніру. 24 червня 2010 року француз оголосив про свою відставку .

### Збірна Оману
Після відхилених пропозицій клубів Ліги 1 наприкінці сезону 2010-2011, 11 червня 2011 року, Ле Гуен став тренером збірної Оману . Вивів команду до фінальної частини Кубка Азії з футболу 2015, де його гравці не змогли подолати груповий етап, проте в очній грі останнього туру здолали інших невдах групи А, збірну Кувейту.
Був звільнений з посади 19 листопада 2015 року після невдалого старту Оману у відбірковому раунді чемпіонату світу 2018 року.

### Подальша робота
Протягом 2017–2018 років працював у Туреччині, де очолював тренерський штаб команди «Бурсаспор».

## Досягнення

### Як гравець
- Чемпіон Франції (1):

«Парі Сен-Жермен»: 1993-94
- Володар Кубка Франції (3):

«Парі Сен-Жермен»: 1992-93, 1994-95, 1997-98
- Володар Кубка французької ліги (2):

«Парі Сен-Жермен»: 1994-95, 1997-98
- Володар Суперкубка Франції (1):

«Парі Сен-Жермен»: 1995
- Переможець Кубка володарів кубків (1):

«Парі Сен-Жермен»: 1995-96
- Чемпіон світу (1):

Франція: 1998
- Чемпіон Європи (1):

Франція: 2000

### Як тренер
- Чемпіон Франції (3):

«Ліон»: 2003, 2004, 2005
- Володар Суперкубка Франції (3):

«Ліон»: 2002, 2003, 2004
- Володар Кубка французької ліги (1):

«Парі Сен-Жермен»: 2007-08

## Статистика

### Гравець
| Сезон       | Клуб            | Дивізіон |
| 1983 — 1984 | Брест           | 1        |
| 1984 — 1985 | Брест           | 1        |
| 1985 — 1986 | Брест           | 1        |
| 1986 — 1987 | Брест           | 1        |
| 1987 — 1988 | Брест           | 1        |
| 1988 — 1989 | Брест           | 2        |
| 1989 — 1990 | Нант            | 1        |
| 1990 — 1991 | Нант            | 1        |
| 1991 — 1992 | Парі Сен-Жермен | 1        |
| 1992 — 1993 | Парі Сен-Жермен | 1        |
| 1993 — 1994 | Парі Сен-Жермен | 1        |
| 1994- 1995  | Парі Сен-Жермен | 1        |
| 1995 — 1996 | Парі Сен-Жермен | 1        |
| 1996 — 1997 | Парі Сен-Жермен | 1        |
| 1997 — 1998 | Парі Сен-Жермен | 1        |

### Тренер
| Сезон                       | Клуб            | Дивізіон |
| 1998 — 1999                 | Ренн            | 1        |
| 1999 — 2000                 | Ренн            | 1        |
| 2000 — 2001                 | Ренн            | 1        |
| 2002 — 2003                 | Ліон            | 1        |
| 2003 — 2004                 | Ліон            | 1        |
| 2004 — 2005                 | Ліон            | 1        |
| 2006 — 4 січня 2007         | Ренйджерс       | 1        |
| 15 січня 2007 — 2007        | Парі Сен-Жермен | 1        |
| 2007 — 2008                 | Парі Сен-Жермен | 1        |
| 2008 — 2009                 | Парі Сен-Жермен | 1        |
| липень 2009 — червень 2010  | Камерун         |          |
| червень 2011 —листопад 2015 | Оман            |          |